# Base aérienne 109 Tours
La base aérienne 109 Tours était un site opérationnel de l'Armée de l'air française, situé principalement sur le territoire de Saint-Symphorien, ancienne commune aujourd'hui rattachée à la ville de Tours.
Créée en novembre 1915, elle a été remplacée le 6 mars 1961 par la base aérienne 705 Tours, au même endroit.